# Вале Сала (Козенца)
Вале Сала је насеље у Италији у округу Козенца, региону Калабрија.
Према процени из 2011. у насељу је живело 99 становника. Насеље се налази на надморској висини од 176 м.